# Boisset (Cantal)
Boisset ist eine Gemeinde in der französischen Region Auvergne-Rhône-Alpes mit 665 Einwohnern (Stand: 1. Januar 2022). Die Gemeinde gehört zum Département Cantal, zum Arrondissement Aurillac und ist Teil des Kantons Maurs.

## Lage
Boisset liegt im Zentralmassiv, etwa 23 Kilometer südwestlich von Aurillac. Der Ort liegt am Fluss Moulègre, der hier seinen Zufluss Bouzaï aufnimmt und dann im südlichen Gemeindegebiet in die Rance mündet. Umgeben wird Boisset von den Nachbargemeinden Cayrols im Norden und Nordwesten, Saint-Mamet-la-Salvetat im Norden und Nordosten, Vitrac im Nordosten, Marcolès im Osten, Leynhac im Süden und Südosten, Saint-Étienne-de-Maurs im Süden und Südwesten, Saint-Julien-de-Toursac im Westen und Südwesten sowie Rouziers im Westen.

## Bevölkerungsentwicklung
| Jahr                       | 1962 | 1968 | 1975 | 1982 | 1990 | 1999 | 2006 | 2013 |
| Einwohner                  | 1007 | 896  | 802  | 756  | 653  | 653  | 637  | 604  |
| Quellen: Cassini und INSEE |      |      |      |      |      |      |      |      |

## Sehenswürdigkeiten
- Kirche Saint-Martin
- Reste des Konvents von Sainte-Claire
- Kapelle Saint-Pierre
- Schloss Entraygues aus dem 16. Jahrhundert
- Schloss Lacarrière aus dem 18. Jahrhundert

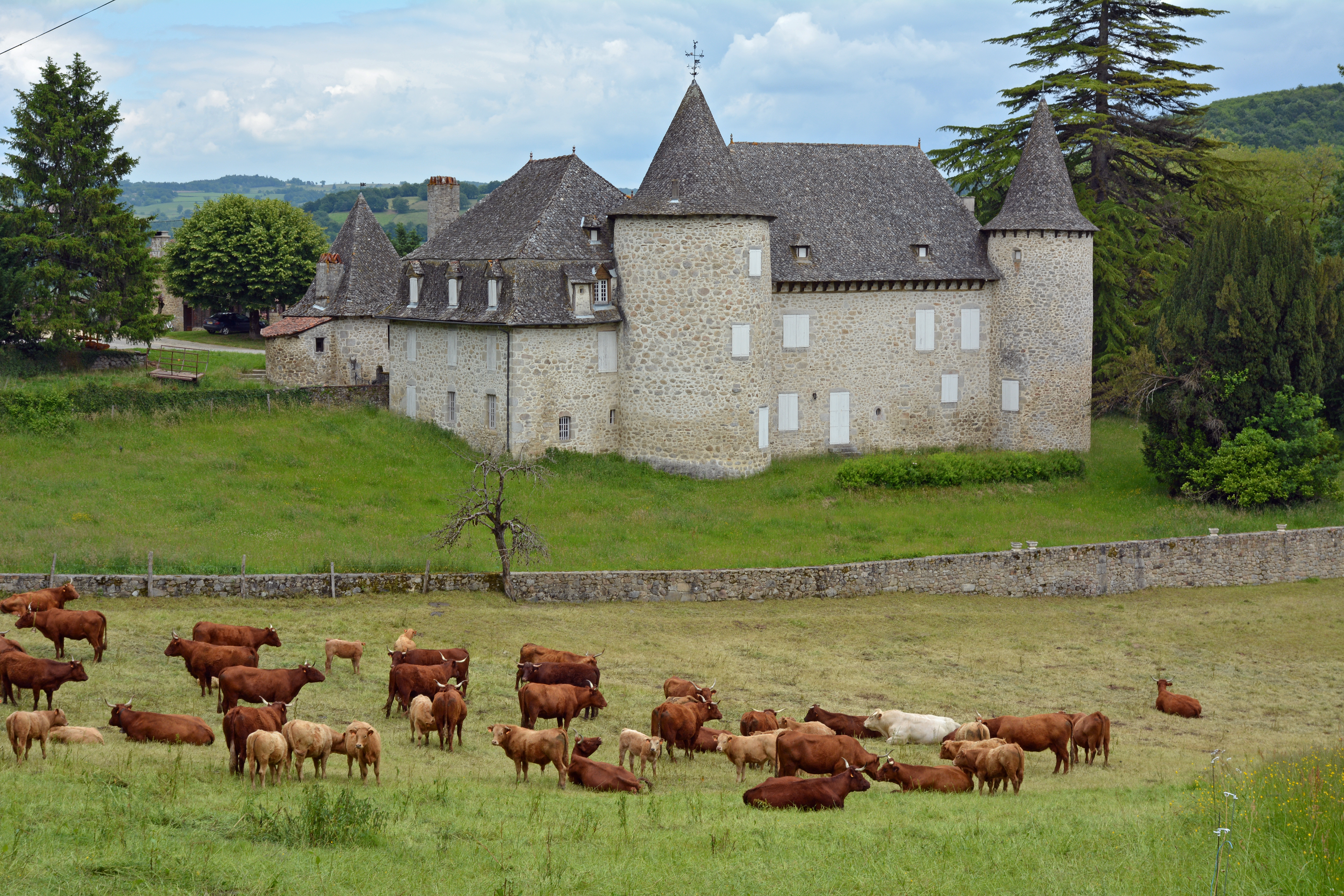
Schloss Entraygues

- Schloss Conquans